# Sotto la pelle (Faber)
Sotto la pelle (Under the Skin) è un romanzo del 2000 dello scrittore olandese Michel Faber.
Il romanzo, all'interno di una cornice fantascientifica, ha una connotazione cupamente satirica, toccando temi di politica vicini alle industrie, l'allevamento intensivo e il decadimento ambientale. Riflette anche su domande più esistenziali, come lo snobismo, la pietà, l'umanità e l'identità sessuale. Nel 2013 dal libro è stato liberamente tratto il film Under the Skin, che riprende l'ispirazione iniziale tralasciano però molte delle tematiche del libro.

## Trama
L'aliena di nome Isserley, dopo essere stata chirurgicamente modificata per assomigliare a una femmina umana, si aggira in automobile per la campagna scozzese per rapire ignari autostoppisti maschi. Questi vengono drogati da Isserley tramite aghi avvelenati posti sotto il sedile del passeggero, poi vengono consegnati ad alcuni suoi simili che portano i corpi dei rapiti in una installazione nel sottosuolo: qui li castrano e li fanno ingrassare, affinché possano essere trasformati in bistecche di carne umana, cibo prelibato e raffinato sul pianeta natale di Isserley. L'intera procedura è stata allestita da una potente multinazionale aliena che lucra sul commercio di carne umana. Isserley si innamora della Terra e si dissocia dall'atteggiamento dei suoi simili, allontanandosi dalla "fattoria". Sul finale l'aliena sceglie di suicidarsi dopo un incidente con un autostoppista.

## Gli alieni
Nel romanzo non viene mai specificata l'esatta provenienza delle creature aliene, tuttavia è chiaro che arrivino da un altro pianeta in quanto spesso rimangono sbalordite per alcuni tipici fenomeni atmosferici della Terra come la pioggia e la neve. Le stesse fattezze di queste creature non sono mai chiarite nel dettaglio, anche se il fatto che si muovano a quattro zampe, abbiano una lunga coda, un volto appuntito e siano ricoperte di pelliccia sembra donare loro un aspetto quasi canino. Elemento curioso è che, in riferimento alla propria specie, gli alieni utilizzino il termine "esseri umani".

## Edizioni
- Michel Faber, Sotto la pelle, traduzione di Luca Lamberti, Einaudi Tascabili. Stile Libero Big, n. 1246, Einaudi, 2004, ISBN 88-06-15716-7.